# Pru French
Pru French (eigentlich Prudence Elizabeth French, geschiedene Carter; * 4. Mai 1950) ist eine ehemalige britische Speerwerferin.
Bei den British Commonwealth Games 1974 in Christchurch wurde sie für England startend Vierte.
1972 wurde sie Englische Meisterin. Ihre persönliche Bestleistung von 51,50 m stellte sie am 9. Juli 1972 in Chelmsford auf.